# Chorinea morissei
Chorinea morissei är en fjärilsart som beskrevs av Jean Baptiste Boisduval 1836. Chorinea morissei ingår i släktet Chorinea och familjen Riodinidae. Inga underarter finns listade i Catalogue of Life.